# Surtningssue
Le Surtningssue, ou Surtningssui, est le septième plus haut sommet de Norvège, dans les Alpes scandinaves.
Il se trouve dans le massif du Jotunheimen entre les communes de Lom et Vågå et culmine à 2 368 mètres d'altitude.

## Toponymie
Le nom Surtningssue vient des mots surtning qui veut dire « le noir » et su qui signifie « cochon ». Le mont Surtningssue est donc le « mont du cochon noir ».